# Баварский вокзал
Станция Баварский вокзал (нем. Leipzig Bayerischer Bahnhof) — бывший головной вокзал в немецком городе Лейпциг, введённый в эксплуатацию в 1842 году и функционирующий в настоящее время в качестве подземной станции городской электрички S-Bahn. Здание вокзала, расположенное на Баварской площади (нем. Bayerischer Platz) к югу от исторического центра города, считается одним из старейших сохранившихся головных вокзалов мира.
Вокзал, возведение которого началось в 1841 году по заказу Саксонско-Баварской железнодорожной компании (нем. Sächsisch-Bayerische Eisenbahn-Compagnie) и по проекту лейпцигского архитектора Эдуарда Пёча (нем. Christian August Eduard Pötzsch) — одного из пионеров железнодорожной архитектуры Германии —, служил исходным пунктом железнодорожной линии на баварский Хоф. Регулярную работу вокзал начал уже 18 октября 1842 года, когда было открыто сообщение по первому участку пути до Альтенбурга. Официальное завершение строительных работ в здании последовало 19 сентября 1844 года. Во второй половине XIX века вокзал был в транспортном отношении «южными воротами» Лейпцига в направлении Баварии, Австрии и Италии.
В XX веке, особенно после завершения Главного вокзала в 1915 году, значение Баварского вокзала стало стремительно снижаться, и он обслуживал впредь лишь часть региональных и грузовых поездов.
В 1930-х годах городское правительство планировало расширение современной Улицы 18 октября (тогда Messemagistrale), соединяющей центр Лейпцига с Техническим выставочным комплексом (нем. Technische Messe), и согласно проекту дюссельдорфского архитектора Эмиля Фаренкампа вокзал должен был быть снесён. Начало Второй мировой войны перечеркнуло реализацию этих планов. В ходе авианалётов на Лейпциг 4 декабря 1943 года и 20 февраля 1944 года здание оказалось частично разрушено: деревянные перекрытия над платформами сгорели, либо обрушились, также и восточная сторона вокзала оказалась настолько повреждена, что после войны она была разобрана.
В 1952 году было закрыто железнодорожное депо, и к 1970 году планировалось полное закрытие самого вокзала, игравшего в транспортной системе ГДР всё менее значимую роль. В 1975 году здание было признано памятником индустриальной архитектуры и активно обсуждался вариант музеефикации вокзального комплекса с обустройством музейной железнодорожной линии до Технического выставочного комплекса. Однако ни одна из этих идей не была реализована, и вокзал функционировал вплоть до начала 2000-х годов.
В июле 2000 года, после реставрации западной части здания, здесь открылся ресторан-пивоварня нем. Gasthaus und GoseBrauerei Bayerischer Bahnhof, предлагающий блюда баварской кухни и региональный сорт пива Гозе. Кроме того, на территории вокзала было возобновлено производство традиционного тминного ликёра Аллаш. В 2011—2012 годах капитальной реставрации подвергся характерный четырёхпроёмный портал, считающийся одним из символов Лейпцига; при этом была восстановлена историческая надпись Sæchs.-bayersche Staats-Eisenbahn с большими часами посередине.
Региональные поезда до Альтенбурга и Цвиккау продолжали отправляться с вокзала вплоть до 10 июня 2001, когда движение было окончательно прекращено в связи с запланированным строительством Сити-туннеля, который проходя под центром города, должен был соединить Баварский и Главный вокзалы Лейпцига и стать центральным звеном обновлённой системы S-Bahn. В ходе работ между 2007 и 2013 годами непосредственно под зданием Баварского вокзала была построена подземная станция, рассчитанная, прежде всего, на приём и отправку региональных поездов. При этом для выемки котлована исторический портал вокзала был дважды (10 апреля 2006 года и 30 октября 2009 года) передвинут на 30 метров. 15 декабря 2013 года станция «Баварский вокзал» была официально вновь открыта для регулярного пассажирского сообщения.
В настоящее время вокзал обслуживает следующие линии Среднегерманской городской электрички: S 1/S 11, S 2, S 3, S 4, S 5/S 5X.
На Баварской площади возможна пересадка на городской общественный транспорт: автобус № 60, трамвай № 2, 9 и 16.

### Галерея

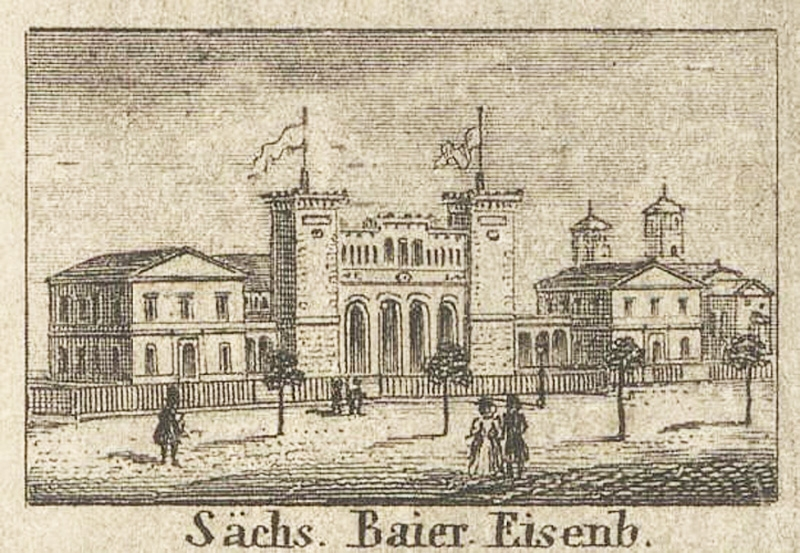
Изображение вокзала в 1847 году
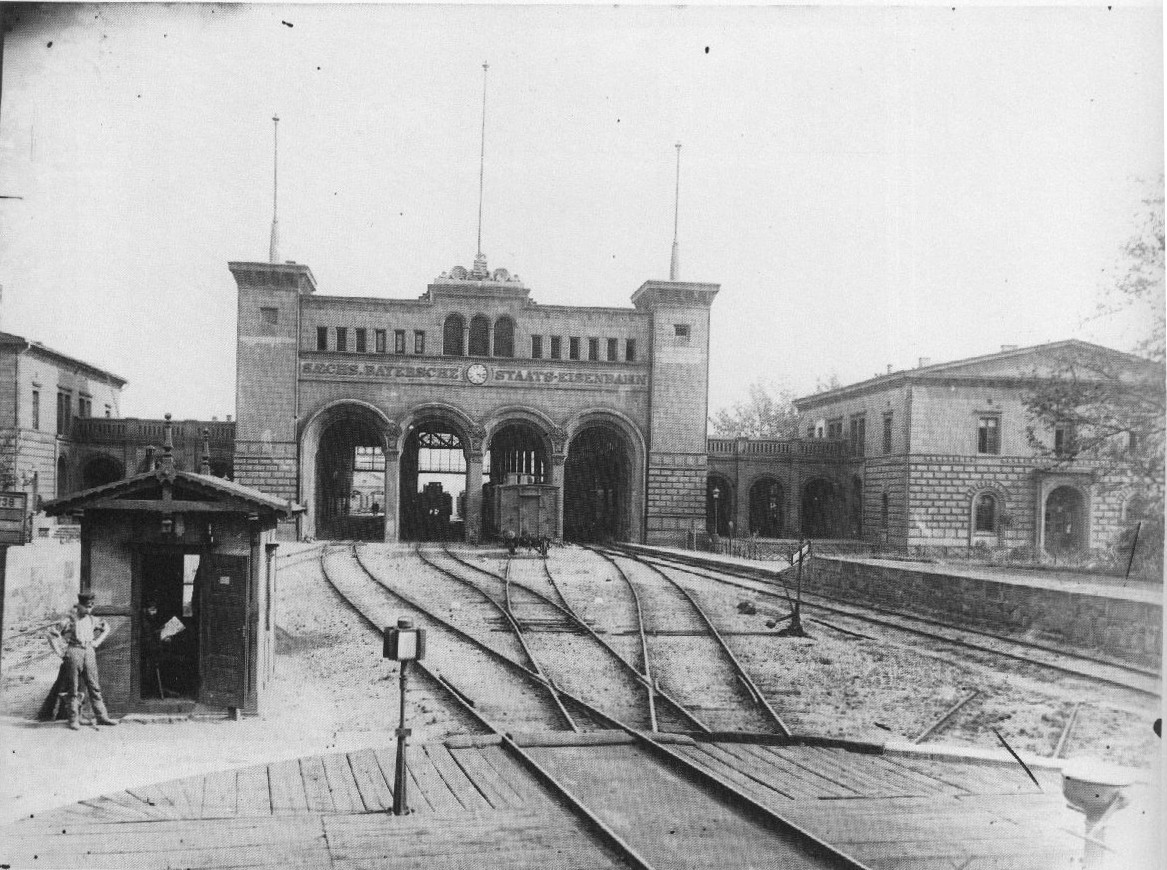
Фотография конца XIX века (ок. 1890 года)
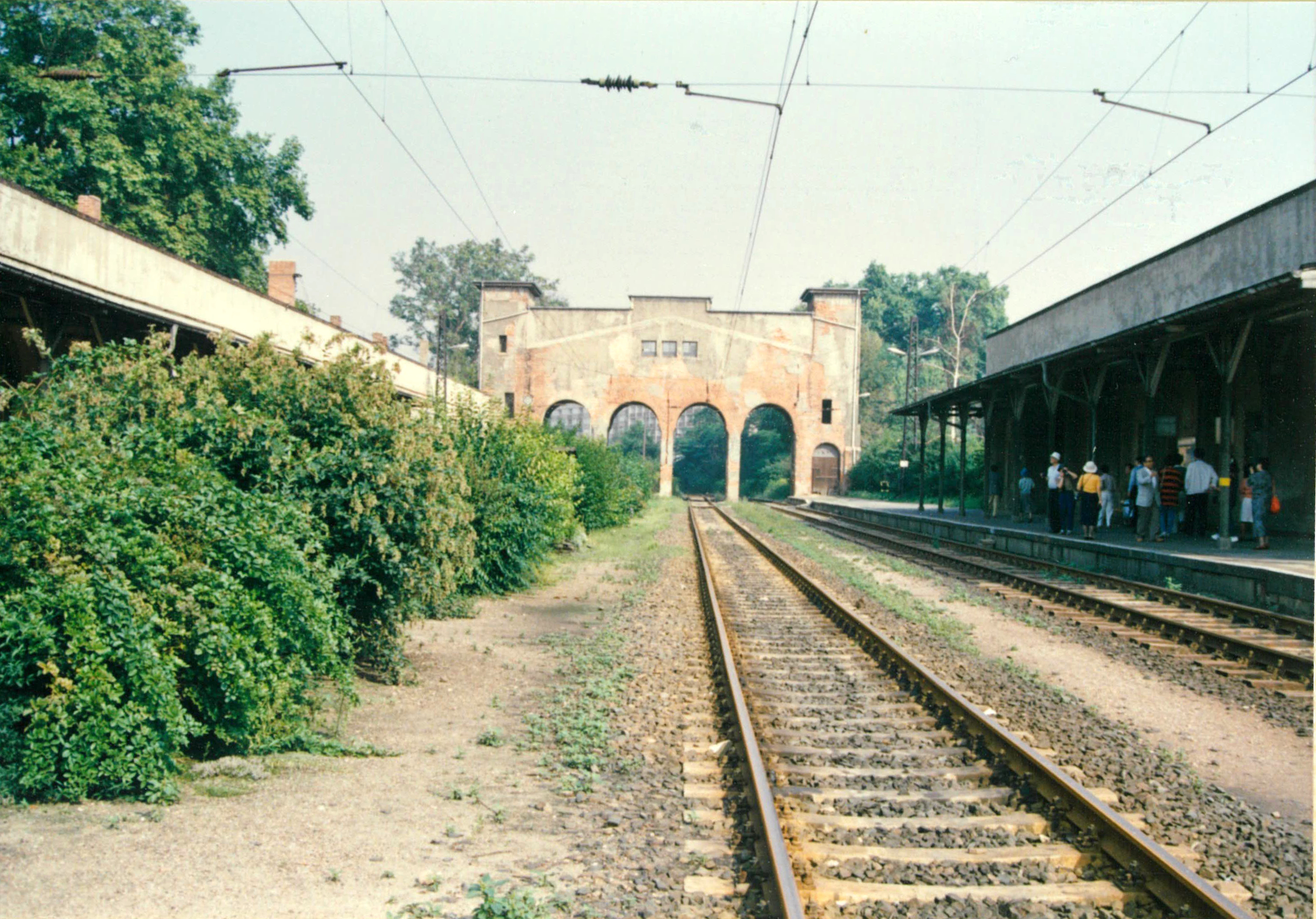
Выведенная из эксплуатации платформа (1987 год)
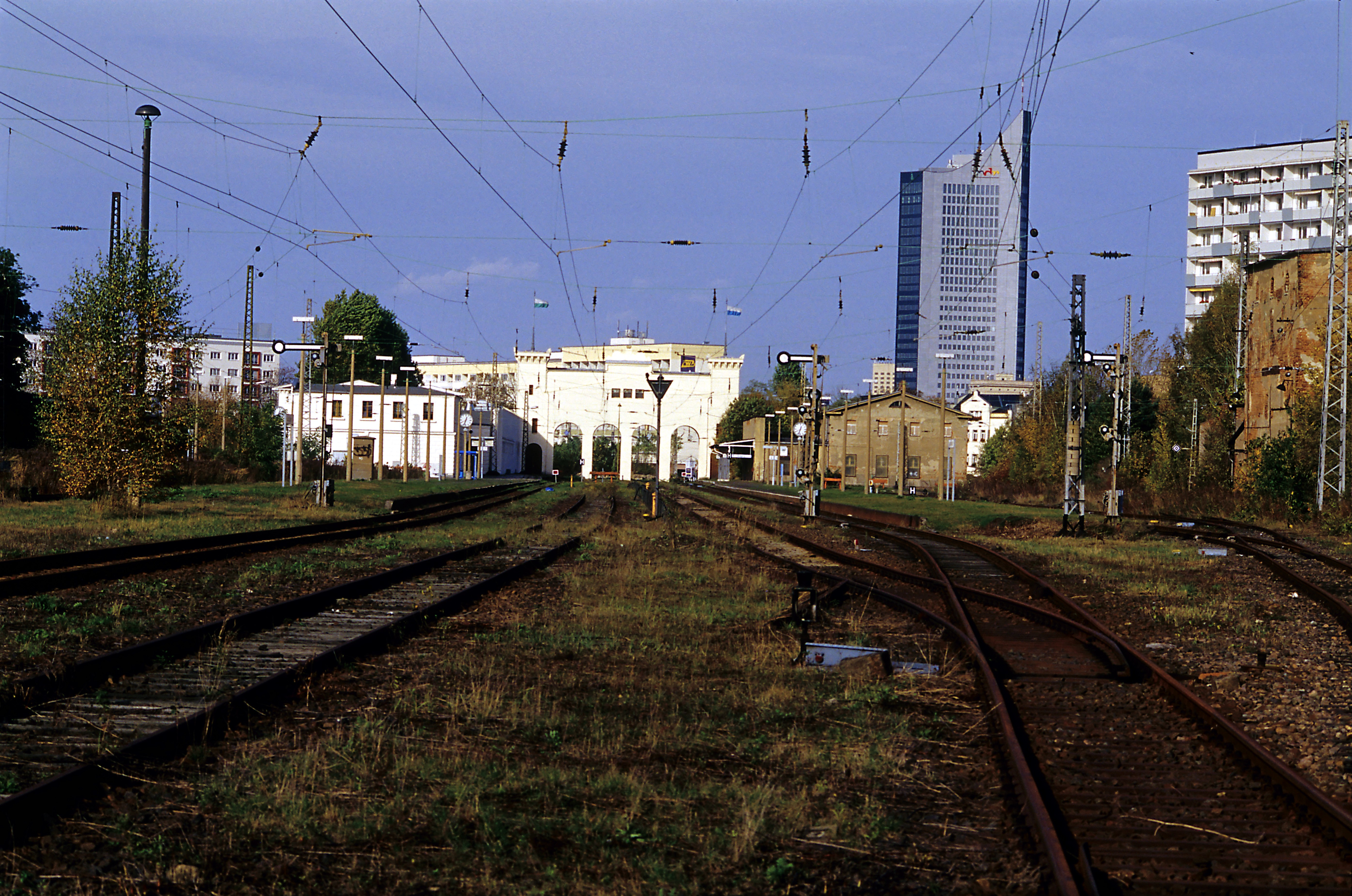
Вид на подъездные пути (2001 год)
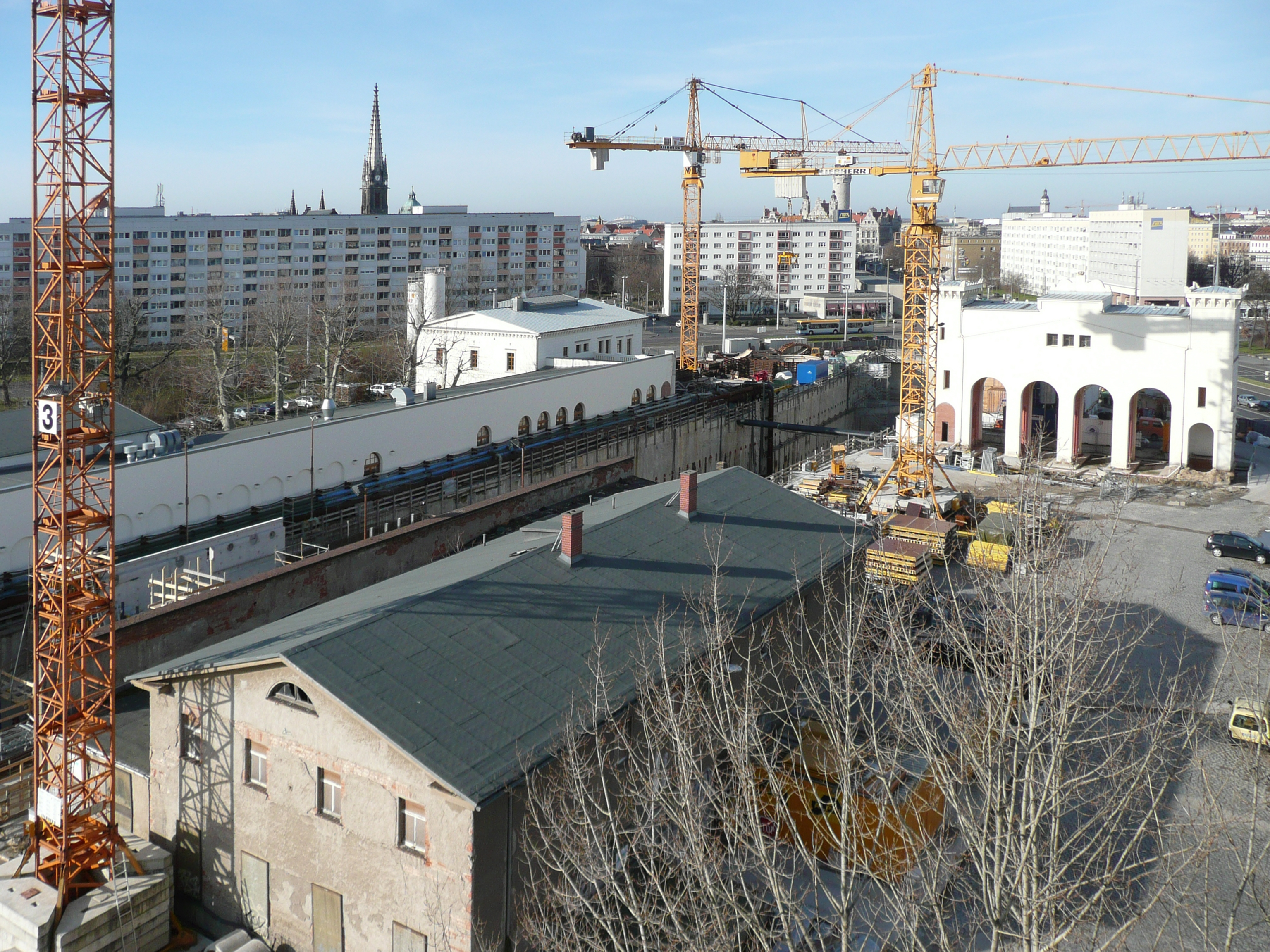
Строительство Сити-туннеля (2008 год)
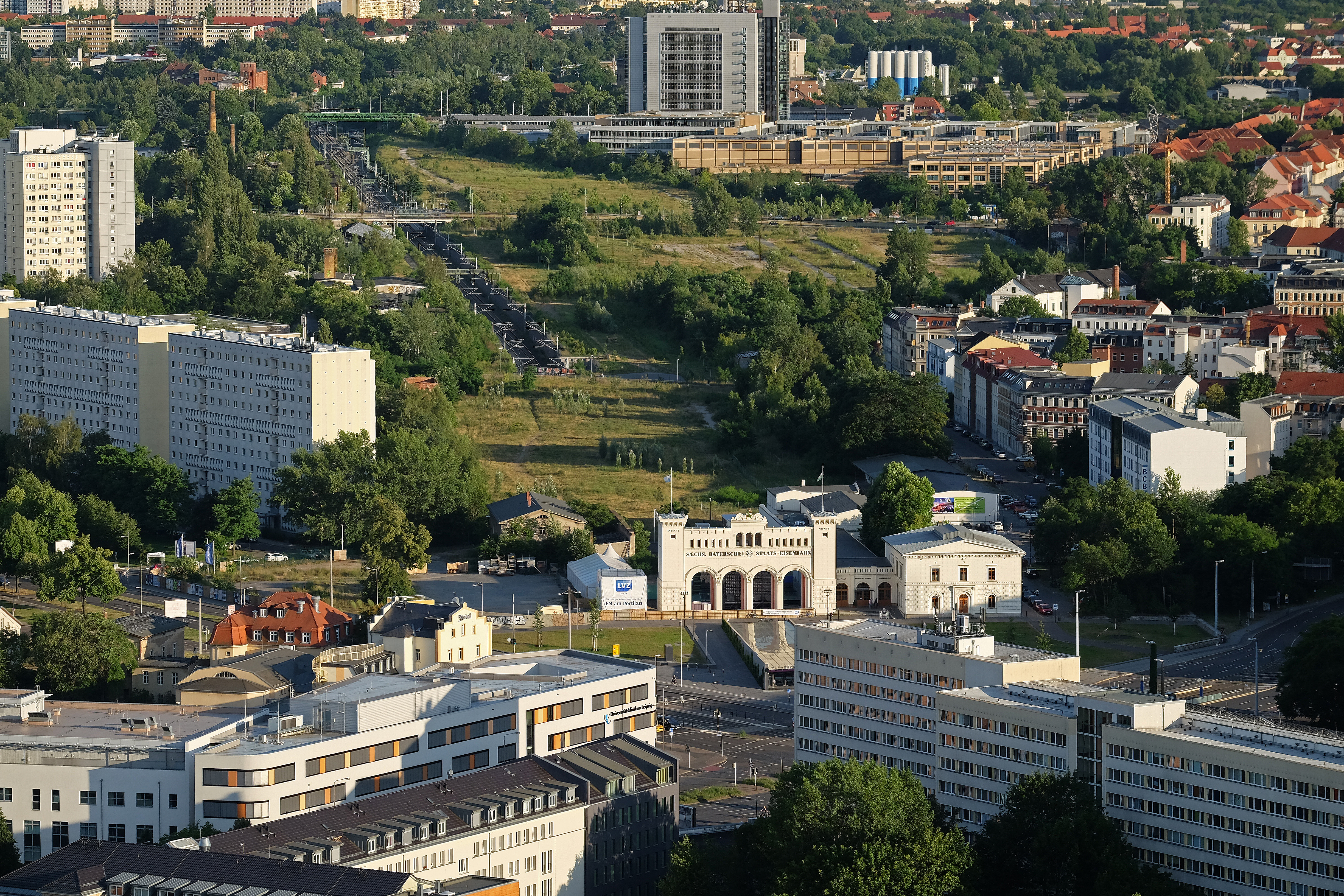
Вид с высоты птичьего полёта (2016 год)
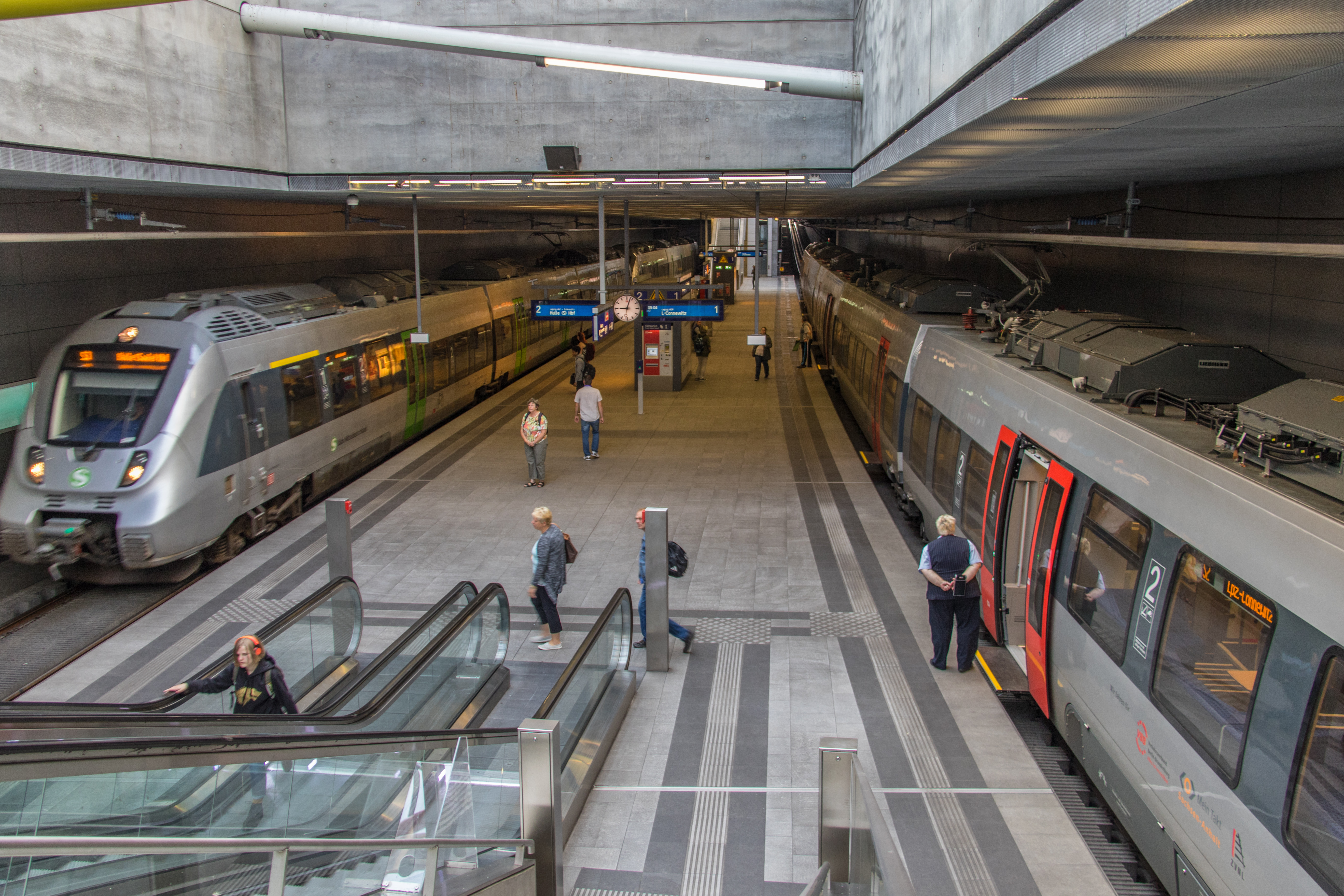
Современная подземная станция S-Bahn